# Myosotis lithospermifolia
Myosotis lithospermifolia är en strävbladig växtart som först beskrevs av Carl Ludwig von Willdenow, och fick sitt nu gällande namn av Jens Wilken Hornemann. Myosotis lithospermifolia ingår i släktet förgätmigejer, och familjen strävbladiga växter. Utöver nominatformen finns också underarten M. l. karsani.